# Agylla foyi
Agylla foyi là một loài bướm đêm thuộc phân họ Arctiinae, họ Erebidae.